# Hunds-Veilchen
Das Hunds-Veilchen (Viola canina), auch Rossveilchen genannt, ist eine Pflanzenart aus der Gattung Veilchen (Viola) innerhalb der Familie der Veilchengewächse (Violaceae). Das geruchlose Hundsveilchen ist neben dem Wohlriechenden Veilchen die bekannteste Veilchenart.

## Beschreibung

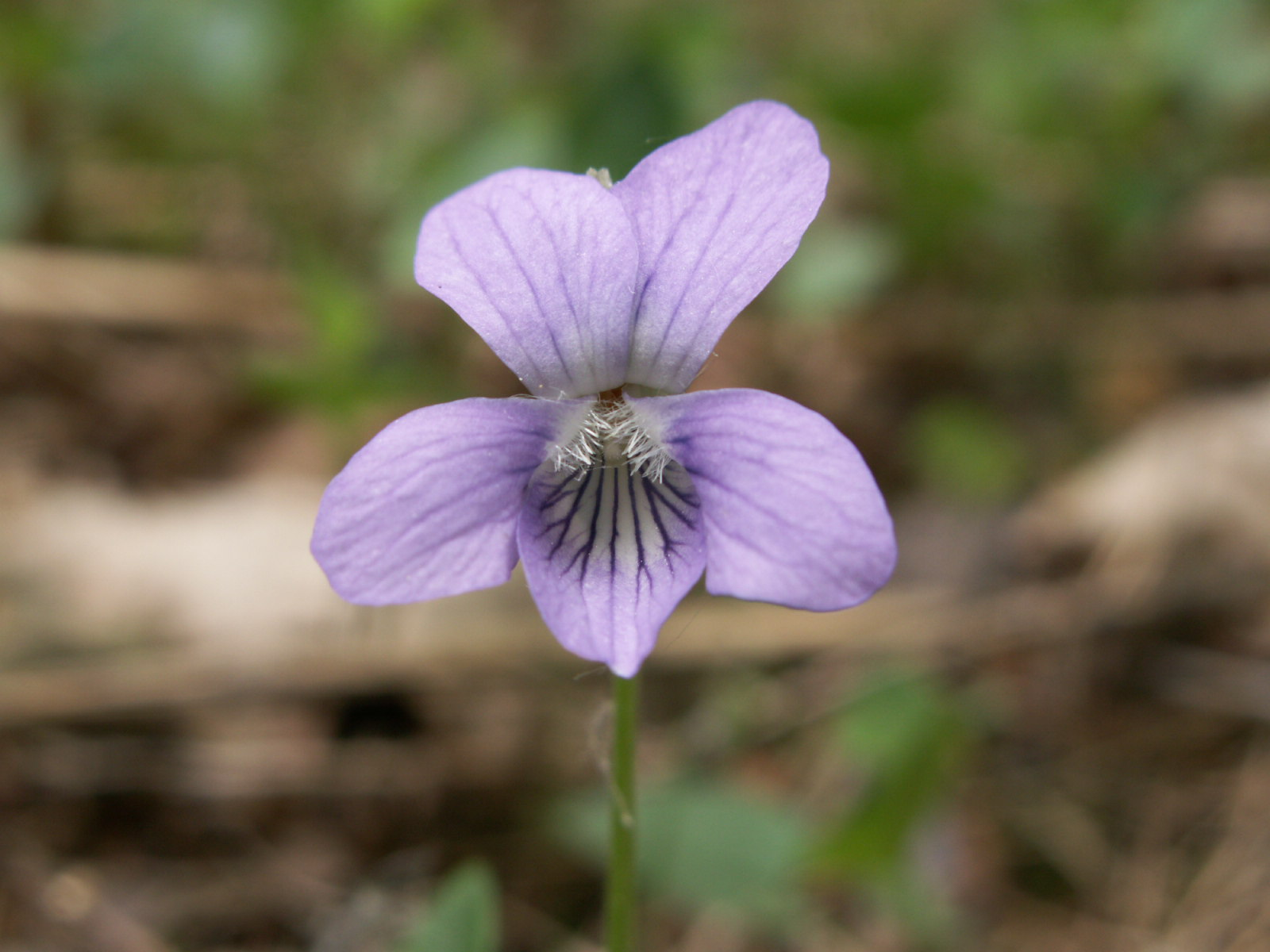
Zygomorphe Blüte

### Vegetative Merkmale
Das Hunds-Veilchen wächst als ausdauernde krautige Pflanze und erreicht Wuchshöhen von 5 bis 20 Zentimetern.
Die Laubblätter bilden keine grundständige Blattrosette, sondern sind langgestielt am Stängel angeordnet. Die Blattspreite der Sommerlaubblätter ist am Spreitengrund eiförmig-herzförmig und kahl. An der Basis jedes Blattstiels befindet sich ein Paar Nebenblätter, die am Rand dünn gezähnt sind.

### Generative Merkmale
Die  Blütezeit reicht von März bis Juni. Die langgestielten Blüten befinden sich einzeln in den Blattachseln.
Die zwittrige Blüte ist zygomorph und fünfzählig mit doppelter Blütenhülle. Die fünf Kelchblätter sind samt Anhängseln 5 bis 7 Millimeter lang. Die fünf Kronblätter sind hellviolett. Der Sporn der Krone ist weißlich, leicht gebogen und längs gekerbt. Das untere Kronblatt besitzt violette Adern auf weißem Grund. Sonst ist die Blütenfarbe (hell)blaulila.

### Chromosomensatz
Die Chromosomenzahl beträgt für alle drei Unterarten 2n = 40.

## Vorkommen
Das Hundsveilchen ist in weiten Teilen Europas und in Westasien verbreitet.
Standorte sind meist nährstoffarme saure, sandige Lehmböden, häufig auf Heiden, Magerrasen und in lichten Wäldern bzw. an Waldrändern anzutreffen. Es ist in Mitteleuropa eine Charakterart des Verbands Violion caninae, kommt aber auch in Pflanzengesellschaften des Mesobromion oder Molinion vor.

## Systematik
Die Erstveröffentlichung von Viola canina erfolgte 1753 durch Carl von Linné in Species Plantarum, Tomus II, S. 935.
Je nach Autor gibt es etwa drei Unterarten, sie gelten auch bei manchen Autoren als eigene Arten:
- Gewöhnliches Hundsveilchen (Viola canina L. subsp. canina): Die Länge der Blattspreite ist 1,2- bis zweimal deren Breite. Die Nebenblätter der mittleren Stängelblätter sind 1/6 bis 1/3 so lang wie der zugehörige Blattstiel. Die Kelchblätter sind spitz und die Kronblätter sind blauviolett. Der Sporn ist ein- bis zweimal so lang wie die Kelchanhängsel, meist gerade und gelblich grün. In den Allgäuer Alpen steigt diese Unterart im Tiroler Teil am Nagelskopf bei Hägerau bis zu einer Höhenlage von 1600 Metern auf.[4] Im Berninagebiet steigt sie bis 2300 Meter Meereshöhe auf.[5] Die ökologischen Zeigerwerte nach Landolt et al. 2010 sind für diese Unterart in der Schweiz: Feuchtezahl F = 2+w (frisch aber mäßig wechselnd), Lichtzahl L = 4 (hell), Reaktionszahl R = 2 (sauer), Temperaturzahl T = 3 (montan), Nährstoffzahl N = 2 (nährstoffarm), Kontinentalitätszahl K = 3 (Subozeanisch bis subkontinental).[6]

- Berghundsveilchen (Viola canina subsp. montana (L.) Hartm.): Das 7 bis 12 Zentimeter große Berghundsveilchen ist eine kompakter bleibende Unterart mit einer ausdauernden Rosette aus schmal herzförmigen, dunkelgrünen Laubblättern, aus denen sich die verlängernden Blütenstiele mit kräftig-blauen Blüten im Frühjahr bilden. Im Unterschied zum Gewöhnlichen Hundsveilchen ist die Blattspreite etwa zweimal so lang wie breit. Die Nebenblätter sind länger (ca. 1/3 bis 2/3 der Blattstiele). Die Kronblätter sind blassblau bis weiß und der Sporn weißlich. Heimisch ist diese Unterart auf Gebirgswiesen in ganz Europa. Sie wächst auf humosen, durchlässigen Böden an sonnigen Standorten. Die Blütezeit reicht April bis Mai. Sie steigt in den Südalpen bis in Höhenlagen von etwa 1800 Metern auf.[5]

- Schultz’ Hunds-Veilchen (Viola canina subsp. schultzii (Bill.) Kirschl.): Gegenüber dem Gewöhnlichen Hundsveilchen hat es einen längeren, vorne stumpfen Blattgrund. Außerdem sind die Kelchblätter spitz. Die Kronblätter sind blauviolett und der Sporn ist stark aufwärts gebogen und von grünlicher oder gelblicher Farbe. Diese hauptsächlich in Feuchtwiesen vorkommende Unterart ist in Deutschland ausgestorben oder verschollen. Anmerkung aus FloraWeb: Von den deutschen Vorkommen sollen nach Lippert gegenüber Korneck (mdl.) nur die südwestdeutschen wirklich Schultz’ Veilchen betreffen, während die bayerischen Moorvorkommen morphologisch deutlich von den Individuen des locus classicus abweichen und möglicherweise als Kümmerformen der echten V. canina anzusehen seien. In Deutschland werden alle bisher bekannten Standorte als erloschen angesehen. Andere Gebietsfloren können nur sehr alte Angaben verzeichnen (z. B. Steiermark vor 1930, Elsaß 1965, Rumänien 1955, Schweiz). Ein aktueller Fund existiert offenbar nur aus Hoch-Savoien (vgl. Charpin & Jordan 1992). Die Angaben zur Bestandssituation ergeben einen durchschnittlichen Frequenzwert von 1,25. Damit muß Schultz’ Veilchen als eine weltweit kurz vor dem Aussterben stehende, in höchstem Maße prioritär schutzwürdige Sippe angesehen werden.[7]

## Ökologie
Neben nur bei Fremdbestäubung fruchtbaren chasmogamen Blüten werden ziemlich regelmäßig in den oberen Blattachseln auch kleistogame Blüten mit sehr stark reduzierter Krone gebildet.